# Артур Гейлі
А́ртур Ге́йлі (англ. Arthur Hailey, 5 квітня 1920, Лутон, Велика Британія — 24 листопада 2004) — канадський прозаїк британського походження, який створив ряд бестселерів в жанрі виробничого роману.

## Біографія
Артур Гейлі народився в англійському містечку Лутоні (графство Бедфордшир), розташованому за 30 миль від Лондона. Мати до шлюбу працювала служницею у заможній родині, батько був ветераном Другої англо-бурської та Першої світової воєн. Батьки мріяли про вище соціальне положення для сина, ніж займали самі, тому віддали його до школи. У вільний від навчання час Артур читав багато книжок і вже з дитинства закохався в літературу. Втім через скрутне фінансове становище у віці 14 років хлопцю все ж таки довелося покинути школу і влаштуватися кур'єром у рієлторську компанію.
1939 року юний Артур Гейлі вступив добровольцем до лав військово-повітряних сил Британського королівства. Однак через незакінчену середню освіту був позбавлений допуску до тренувальних польотів і три роки прослужив штабним обліковцем. 1942 року в званні капрала Артура Гейлі все ж таки відрядили на льотну підготовку спочатку до американського штату Джорджія, а потім до канадської провінції Нова Шотландія. Льотне навчання давалося йому важко, скільки Гейлі страждав на повітряну хворобу, однак дружня атмосфера нівелювали труднощі тренувальних польотів. Артур Гейлі прослужив на повітряному флоті до 1947 року, коли вийшов у відставку в званні другого лейтенанта. У листопаді 1947-го Артур Гейлі переїхав на постійне проживання до Канади і влаштувався молодшим редактором в одному з галузевих журналів видавництва «Маклін-Гантер» у Торонто. За два роки він став старшим редактором і протримався на цій посаді шість років. Після цього Артур Гейлі перейшов на службу до транспортної компанії. На посаді керуючого з питань збуту він зарекомендував себе як енергійний працівник із конструктивним підходом і запасом ідей. Втім, це не вберегло його від фінансової скрути, до якої спричинило розлучення і повторний шлюб у 1951 році.
У 1955 році канадська телекомпанія Сі-Бі-Сі запропонувала Артуру Гейлі написати телеп'єсу про отруєння на борту літака. Враховуючи попередній досвід з написання рекламних проспектів і коротких заміток в періодиці, той погодився. Після прем'єри телеп'єси на національному телебаченні Артур Гейлі прославився і кинув роботу в транспортній компанії. Спочатку він заснував власне рекламне агентство «Гейлі паблісіті сервісез лімітед», але основну увагу приділяв створенню телевистав. До середини 1960-х років Артур Гейлі встиг написати одиннадцять п'єс, адаптованих для телебачення. 1959 року дебютував як письменник зі своїм першим романом, який відкрив його ім'я широкому загалу. Від цієї миті й до кінця 1970-х років Артур Гейлі займався виключно письменницькою діяльністю.
Після успіху роману «Готель» в 1965 році Гейлі переїхав до Каліфорнії, а в 1969-му переїхав на Багами, щоб уникнути канадських та американських податків, на сплату яких йшло до 90 % його доходів. 1978 року друга дружина письменника Шейла Гейлі написала його біографію під назвою «Я одружилася з бестселером». Після цього Артур Гейлі заявив, що має достатньо грошей аби не писати заради заробітку, а створення його романів задля задоволення потребує надто високих витрат (див. розділ «Творчість»), тому він припинив письменницьку діяльність. Втім, у 1984 році романіст пережив серйозний серцевий напад, що поставив під загрозу його життя. Через вдячність до лікарів, а також під впливом лікарняних вражень Артур Гейлі написав роман «Сильнодіючі ліки» — останній з його бестселерів. У 1990-х роках він ще двічі повертався до великої прози. Останні роки життя письменник провів на віллі на багамському острові Нью-Провіденс. Помер від серцевого нападу, ускладненого інсультом 24 листопада 2004 року.
Діти Гейлі, громадяни Канади, жили в Канаді та Каліфорнії. Онуки Гейлі — Пол Гейлі, Емма Гейлі, Шарлот Гейлі і Брук Гейлі. Останній — студент в Північній Каліфорнії. Райан Гейлі — талановитий бас-гітарист і вокаліст гурту Erogenous Jones з Сан-Франциско. Кріс Гейлі — інженер звукозапису в Сіетлі.

## Творчість
Перші літературні спроби Артур Гейлі робив ще під час роботи редактором в Торонто. Невеликі нариси, які він друкував спочатку в англійській, а потім в американській періодиці, описували події Другої світової війни і базувались на його власних спогадах. Справжнім дебютом стала телеп'єса «Небезпечний політ» (1956). Після неї Артур Гейлі написав сценарії для ще одиннадцятьох телевистав.
У 1959 році письменник спробував змінити спеціалізацію і стати прозаїком. Він не був певний, що його перший досвід буде вдалим, тому спочатку просто переробив п'єсу «Небезпечний політ» разом із двома літераторами-помічниками. Плід колективної творчості під назвою «Злітна смуга нуль-вісім» видали під псевдонімом Джон Касл. Книга користувалась попитом у читачів й тримала ряд схвальних відгуків. Повторенням успіху став роман «Кінцевий діагноз» (1959), сюжет якого розповідав про події в лікарняній палаті. Він був відзначений Літературною гільдією Америки, перекладений 22 мовами, а в 1960-х роках його екранізував режисер Філ Карлсон. Остаточно впевнившись у власному успіху, Артур Гейлі почав удосконалювати набутий ним індивідуальний стиль.
Його специфічний метод роботи над твором полягав у тому, що автор не надто ускладнював сюжет філософськими, ліричними чи психологічними відступами, намагаючись висвітлювати актуальні для американського суспільства проблеми загальнозрозумілою мовою. При цьому він намагався зробити твір якомога реалістичнішим. У кожному з його романів викладені різні фінансові чи технічні подробиці як доповнення до драматичних відносин між героями, доступною мовою подана інформація про те, як працює той чи інший пристрій або система, і як вони впливають на суспільство і його індивідуумів. У романах докладно показаний генезис будь-якої системи, її розвиток, неминучі проблеми, що призводять зрештою до кризи, яка щасливо вирішується до кінця роману. Критики часто дорікали Гейлі в тому, що його успіх — це результат використання численних літературних кліше, що його стиль — це криза середнього характеру, викликана занепокоєнням, стрибками настрою, використана у паралельних сюжетних лініях. Хай там що, його книги були дуже популярні у читачів і незмінно ставали бестселерами. Артур Гейлі проводив близько року, працюючи над сюжетом кожного твору, близько шести місяців робив нотатки і чернетки і як результат, близько півтора року писав власне книгу.
Першим в цьому шерезі реалістичних виробничих романів став «Готель» (1965). Задля вивчення роботи готельної системи письменник переїхав до Каліфорнії на чотири роки, півтора роки мандрував між різними містами Півдня США і прочитав 27 книг з готельної справи. Нагорода за наполегливу працю не забарилась: «Готель» був виданий в твердій обкладинці накладом у 80 тисяч, в м'якій обкладинці сумарним накладом близько 2 мільйонів і близько року протримався в списку американських бестселерів. Однак справжньою сенсацією став наступний твір — роман «Аеропорт» (1968), який 64 тижня протримався у списку бестселерів, причому половину цього терміну обіймав в списку перше місце. Роман став основою для трьох екранізацій.
1971 року Артур Гейлі продовжив тріумф черговим реалістичним зануренням у виробничий процес — романом «Колеса» (1971), у якому описав технологію виробництва автомобілів. Автор настільки правдиво описав технологічний цикл, що покупці машин наполягали аби продавці не продавали їм автівок, виготовлених у перший чи останній день тижня (в романі зазначалось, що в ці дня найвищий рівень заводського браку). За спогадами дружини, вона одного разу зауважила «Ти поводиш себе точнісінько як службовець автомобільного заводу». На що Гейлі відповів: «Ти права! Я навіть думаю як він. Пора сідати писати». Своєрідним продовженням висвітлення різних виробництв стали романи «Міняйла» (1975), «Перевантаження» (1979), «Сильнодіючі ліки» (1984). Перший розповідав про банківську справу, другий про роботу вигаданої каліфорнійської електростанції, третій — про діяльність фармацевтичної фірми. Один з останніх романів письменника — «Вечірні новини» (1990) — присвячений темі партизанської війни в перуанських джунглях.
Багато книг Артура Гейлі ставали бестселерами № 1 у списку «Нью-Йорк таймс». У світі було продано понад 170 мільйонів примірників 40 мовами. Багато творів було екранізовано, а за книгою «Готель» був знятий телесеріал. Екранізація роману «Аеропорт» з чудовими, як на той час, спецефектами, став справжнім блокбастером.

## Переклади українською
- Артур Гейлі. Готель. Переклад з англійської (скорочений): Мар Пінчевський. — Київ: журнал «Всесвіт», 1972, № 8—9
- Артур Гейлі. Готель. Переклад з англійської: Мар Пінчевський, Олександра Гординчук. — Харків: КСД, 2017. — 528 с. — ISBN 978-617-12-2272-4
- Артур Гейлі. Аеропорт. Переклад з англійської: Володимир Куч. — Харків: КСД, 2018. — 544 с. — ISBN 978-617-12-5055-0
- Артур Гейлі. Детектив. Харків: КСД, 2025, 2-е видання, виправлене.   640 c.  ISBN 978-617-15-1219-1
- Артур Гейлі. Остаточний діагноз. Переклад з англійської В. Ракуленка. — Харків: КСД, 2024.   448 с.   ISBN 978-617-15-0795-1